# Johann-Heinrich-Merck-Ehrung

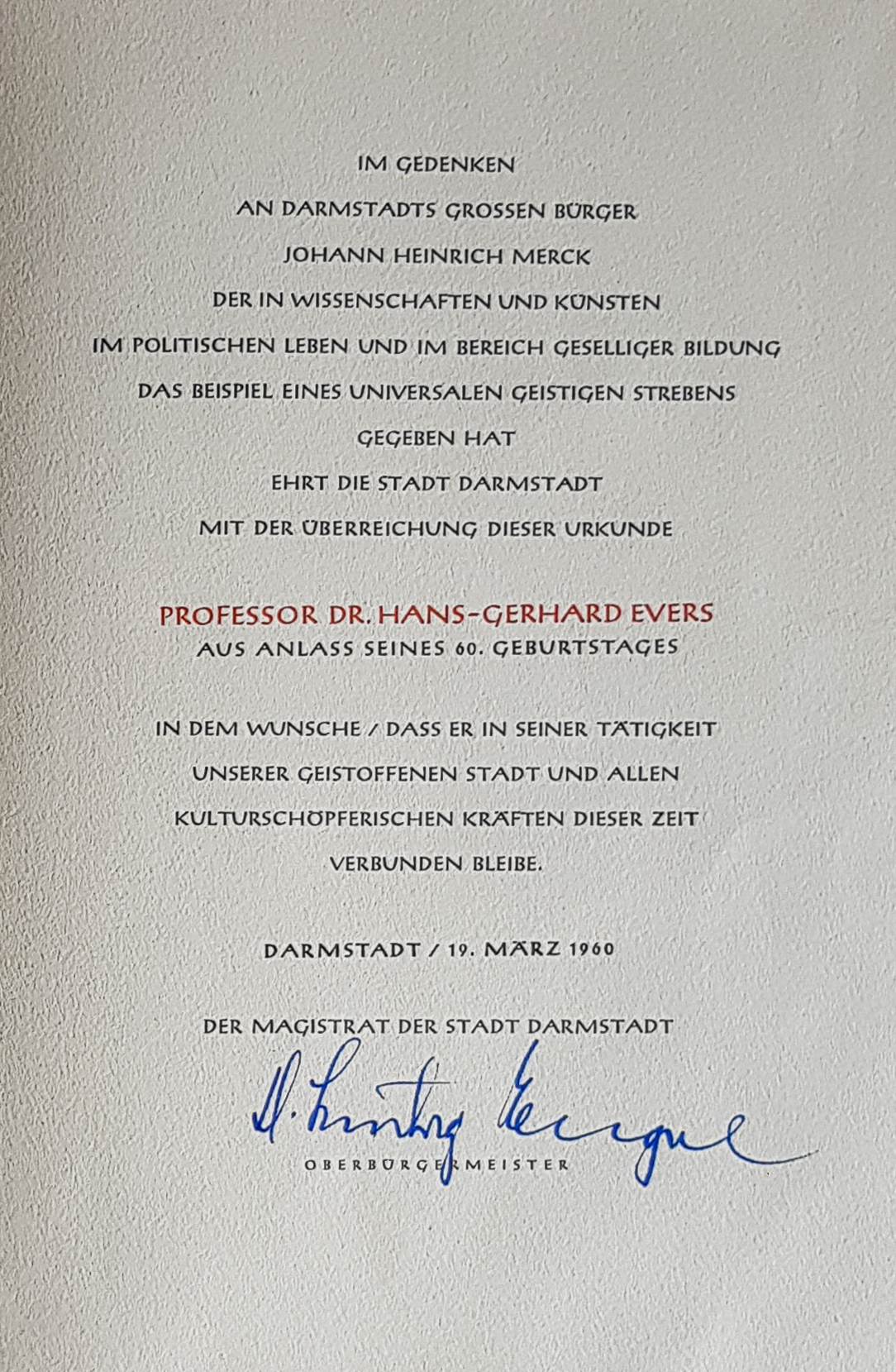
Johann-Heinrich-Merck-Ehrung für Hans Gerhard Evers, 1960

Die Johann-Heinrich-Merck-Ehrung ist eine undotierte Ehrung der Wissenschaftsstadt Darmstadt.
Die Ehrung, die erstmals im Jahr 1955 erfolgte, kann an Persönlichkeiten verliehen werden, die in ihrem Beruf einmalige oder wiederkehrende hervorragende wissenschaftliche, künstlerische oder wirtschaftliche Leistungen zur Förderung des Wohls der Stadt und der Mehrung ihres Ansehens erbracht haben.

## Ehrung
Neben einer Urkunde, die die Verleihung dokumentiert, erhält der Inhaber bzw. die Inhaberin dieser Auszeichnung seit 1988 eine vom Bildhauer Richard Heß geschaffene acht Zentimeter große in Silber geprägten Plakette. Auf der Vorderseite der Medaille ist der Namensgeber im Porträt nach links schauend abgebildet mit der Randschrift „Johann-Heinrich-Merck Ehrung der Stadt Darmstadt“. Auf der Rückseite befindet sich, erhaben eingeprägt, das Merck-Zitat „Nie wird es ihnen boshaft glücken, des Menschen Geist zu unterdrücken“. In die Plakette wird der Name des bzw. der Ausgezeichneten eingraviert.
Die Verleihung erfolgt im Rahmen einer öffentlichen Veranstaltung, die von der Wissenschaftsstadt Darmstadt ausgerichtet wird. Die Ehrung erfolgt auf Grundlage der Ehrungsordnung der Stadt Darmstadt. Die Stadt Darmstadt ist Stifter und Träger des Preises zugleich. Die Auswahl erfolgt durch den Magistrat der Stadt. Eine Bewerbung ist nicht möglich. Die Ehrung ist nicht dotiert und die Vergabe erfolgt nicht regelmäßig. In Ergänzung zu der Veranstaltung erfolgt eine Berichterstattung in der lokalen und regionalen Presse.
Die Ehrung erfolgt im Gedenken an den Darmstädter Herausgeber und Naturforscher Johann Heinrich Merck (1741–1791) und ist nicht zu verwechseln mit dem Johann-Heinrich-Merck-Preis für literarische Kritik und Essay.

## Preisträger der Ehrungen (Auswahl)
- Felix Anschütz (1979)
- Adam Antes (1961)
- Paul Appel (1966)
- Peter Armbruster (2004)
- Max Bach (1975)
- Eberhard Beckmann (1957)
- Wolfgang Beeh (1991)
- Günther Beelitz (1976)
- Josef Beischer (1992)
- Fritz Bergemann (1963)
- Hans Christian Blech (1983)
- Franz Boerner (1967)
- Karl Friedrich Borée (1956)
- Ekkehard Born (1975)
- Gerhard Bott (Kunsthistoriker) (1975)
- Artur Egon Bratu (1970)
- Hermann Bräuning-Oktavio (1968)
- Barbara Bredow (2016)
- Walter Brecht (1985)
- Helmut Brinckmann (1972)
- Benjamin Britten (1972)
- Horst Dieter Bürkle (2013)[2]
- Roman Clemens (1962)
- Robert d’Hooghe (1968)
- Karl Dedecius (1991)
- Fritz Deppert (1996)
- Kurt Desch (1963)
- Harro Dicks (1971)
- Wilhelm Doerr (1984)
- Marion Gräfin Dönhoff (1995)
- Hans Drewanz (1980)
- Fritz Ebner (1972)
- Hans Ulrich Engelmann (1971)
- Hanns Wilhelm Eppelsheimer (1970)
- Bruno Erdmann (1986)
- Willi Erzgräber (1996)
- Wilhelm Euler (1971)
- Hans Gerhard Evers (1960)
- Viktor Fogarassy (1976)
- Maurice Frank (1956)
- Eckhart G. Franz (1992)
- Helmut Franz (1966)
- Erich Franzen (1957)
- Heinz Friedrich (Verleger) (1982)
- Hermann Geibel (1959)
- Martha Geister (1960)
- Claus Walther Gerhardt (1976)
- Goedela Gräfin Keyserling (1966)
- Heinrich Grimm (1964)
- Walter Gropius (1963)
- Carl Gunschmann (1975)
- Max Guther (1974)
- Frieda Hebel (1990)
- Herbert Heckmann (1990)
- Manfred Hegger (2015)
- Hermann Heiß (1958)
- Arno Hennig (1957)
- Charlotte Hennig (1988)
- Günther Hennig (1962)
- Georg Hensel (1973)
- Max Herchenröder (1974)
- Gerhard F. Hering (1968)
- Kurt Heyd (1962)
- Werner Hinz (1973)
- Jens Hoffmann (1963)
- Rudolf Hofmann (1972)
- Dorothea Marie Hollatz (1970)
- Friedrich Ferdinand Hommel (1994)
- Werner Hoppstock (1991)
- Ruth Horn (1968)
- Kurt Horres (1984)
- Otto Hövels (1978)
- Arthur Hüffell (1979)
- Ernst Johann (1978)
- Johannes Jourdan (1989)
- Rudolf Jud (1957)
- Hermann Kasack (1956)
- Kurt Kempin (1959)
- Hermann Kleinstück (1993)
- Volker Klotz (2000)
- Manfred Knodt (1980)
- Eugen Kogon (1960)
- Wilhelm Köhler (1958)
- Rudolf Kölisch (1958)
- Erika Köth (1956)
- Richard Kotz (1964)
- Fritz Kredel (1960)
- Christoph Kreickenbaum (1969)
- Ernst Krenk (1960)
- Margarete Kubelka (1988)[3]
- Karl Krolow (1990)
- Hans-Wilhelm Kulenkampf (1961)
- Karl Küpfmüller (1977)
- Helmut Lander (1994)
- Ilse Langner (1969)
- Konrad Lechner (1970)
- Ernst-Paul Leonhard (1976)
- Helmut Lortz (1970)
- Johannes Lotz (1973)
- Pit Ludwig (1967)
- Maciej Lukaszczyk (2004)
- Max-Peter Maaß (1964)
- Bruno Maderna (1970)
- Karl Marguerre (1971)
- Alexander U. Martens (2013)
- Ludwig Meidner (1964)
- Fritz Merck (1959)
- Karl Norbert Mrasek (1967)
- Theodor Müller-Alfeld (1969)
- Bruno Müller-Linow (1976)
- Herbert Nette (1962)
- Ernst Neufert (1970)
- Hermann Neuschäffer (1973)
- Elisabeth Noack (1970)
- Max Noack (1965)
- Will-Erich Peuckert (1985)
- Emil Preetorius (1955)
- Kurt Werner Reinhold (1978)
- Hans Reinowski (1959)
- Achim Richter (2017)[4]
- Ute Ritschel (2014)[5]
- Jürgen Roether (1975)
- Vera Röhm (2003)
- Elisabeth Römer (1972)
- Joachim Sattler (1964)
- Alois M. Schader (2015)[6]
- Solf Schaefer (2009)
- Georg Scheer (1975)
- Heinrich Schirmbeck (1980)
- Karl Schlechta (1969)
- Kurt Schleucher (1974)
- Eberhard Schlotter (1972)
- Gotthelf Schlotter (1972)
- Klaus Schmidt (1969)
- Walter Schmiele (1979)
- Franz Schneekluth (1961)
- Gotthold Schneider (1964)
- Ulla Scholl (1977)
- Ferdinand Schollmeyer (1975)
- Margarete Pauline Ottilie Schott (1990)
- Max Schulz (1978)
- Franz Schuster (1967)
- Günther Schwarz (1975)
- Fritz Schwarzbeck (1985)
- Mia Seeger (1963)
- Heinrich Siemer (1966)
- Zdenek Simane (1994)
- Hans Simon (1963)
- Annegret Soltau (2016)[7]
- Dolf Sternberger (1967)
- Werner E. Stichnote (1968)
- Gerhard Storz (1968)
- Günter Strack (1983)
- Wilhelm Strahringer (1971)
- Georg Ströher (1961)
- Karl Ströher (1960)
- Robert Stromberger (1980)
- Otto Svenson (1980)
- Ernst Thiele (1961)
- Frank Thiess (1955)
- Hermann Tomada (1971)
- Hermann Trog (1962)
- Gerd-Theo Umberg (2004)
- Hermann Unger (1980)
- Siegfried Unseld (1975)
- Fritz Usinger (1975)
- Fritz Vahle (1979)
- Ingeborg Vahle-Giessler (1975)
- Gerda Vöge (1973)
- Georg von Kovats (1972)
- Friedrich Karl von Siebold (1963)
- Erik von Sivers (1967)
- Rudolf von Wistinghausen (1978)
- Hans Waldmann (1964)
- Gustav Waldt (1958)
- Hans J. Wietz (1964)
- Kasimir Geza Werner (1970)
- Kurt Werner (1974)
- Wolfgang Weyrauch (1972)
- Ekkehard Wiest (2002)
- Walter Wilkes (1999)
- Kurt Heinrich Wolff (1987)
- Eugen Wolpert (2000)
- Johann-Dietrich Wörner (2007)
- Gabriele Wohmann (1982)
- Hermann Zapf (1979)
- Walther Zech (1979)
- Erich Zimmermann (1977)